# Anoectomychus eutoeodes
Anoectomychus eutoeodes är en fjärilsart som beskrevs av Louis Beethoven Prout 1934. Anoectomychus eutoeodes ingår i släktet Anoectomychus och familjen mätare. Inga underarter finns listade i Catalogue of Life.